# جی او
جی او (انگلیسی: G.O؛ زادهٔ ۶ نوامبر ۱۹۸۷) خواننده و بازیگر اهل کره جنوبی است. وی از سال ۲۰۰۷ میلادی تاکنون مشغول فعالیت بوده‌است.